# Jurivka, Novoarhanhelsk
Jurivka (în ucraineană Журівка) este un sat în așezarea urbană Novoarhanhelsk din regiunea Kirovohrad, Ucraina.

## Demografie
Componența lingvistică a localității Jurivka
     Ucraineană (98,54%)
     Rusă (1,46%)
Conform recensământului din 2001, majoritatea populației localității Jurivka era vorbitoare de ucraineană (98,54%), existând în minoritate și vorbitori de rusă (1,46%).